# AMPA
AMPA (Amagers Partisaner) var en dansk modstandsgruppe under Danmarks besættelse. Gruppen udsprang af BOPA. Omkring befrielsen var der 2.300 modstandsfolk på Amager, det er ved befrielsen at gruppen tager navnet Amagers Partisaner, det blev også grundstammen i en skytteforening og i det nyoprettede hjemmeværn på Amager i 1948.